# Henry Meijerman
Henry Meijerman (Enter, 1 december 1969) is een Nederlands voormalig voetballer die gedurende zijn carrière uitkwam voor onder meer FC Twente, Emmen en BV Veendam. Na zijn actieve carrière werd hij trainer van diverse amateurclubs.
Als speler kwam hij uit voor SV Raalte, Rohda Raalte, FC Twente, PEC Zwolle '82, Berchem Sport (België), BV Veendam, Emmen, TuS Lingen (Duitsland), Nieuw Buinen, Valthermond, SC Stadskanaal, TEVV, Damacota en VV SPW.
Hij trainde jeugdteams bij Valthermond, Nieuw Buinen en Stadskanaal en was speler-trainer bij TEVV en Damacota. Meijerman werd in 2012 hoofdtrainer van VV SPW.